# Oliver Lodge
Sir Oliver Joseph Lodge (ur. 12 czerwca 1851 w Penkhull, zm. 22 sierpnia 1940 w Lake) – brytyjski fizyk, wynalazca i pisarz. Jeden z pionierów radia, autor kilku patentów kluczowych dla rozwoju telegrafii bez drutu. Pomysłodawca idei skrócenia Lorentza.

## Życie i działalność

### Młodość
Był najstarszym z ośmiu synów w rodzinie kupca Olivera Lodge’a (1826–1884) i Grace Heath (1826–1879). Obydwaj dziadkowie Lodge’a byli nauczycielami i duchownymi, a w jego bardzo licznej rodzinie znajdowali się poważani przedstawiciele nauk, m.in. historycy Sir Richard Lodge i Eleanor Constance Lodge, matematycy Percy Heawood i Alfred Lodge, kartograf Edward Heawood. Po ukończeniu szkoły w wieku lat 14 rozpoczął pracę w przedsiębiorstwie ojca. Pracując nie zaniedbał swojego wykształcenia: brał udział w wykładach w Royal Institution w Londynie oraz w lokalnym Wedgwood Institute.

### Kariera akademicka
W wieku 22 lat opuścił przedsiębiorstwo ojca i rozpoczął studia na Kolegium Uniwersyteckim w Londynie. Natychmiast też został zatrudniony przez jednego z profesorów fizyki (Careya Fostera) jako asystent. W 1875 ukończył studia, a w 1877 otrzymał stopień doktora. Tu rozpoczął swoje prace naukowe. Pierwsza z nich, zaprezentowana w 1875 przed Physical Society dotyczyła rozkładu pola elektrycznego, następnie Lodge zajmował się przewodnictwem cieplnym, elektrycznym i termoelektrycznością.
W 1881 został profesorem matematyki i fizyki na University College w Liverpoolu. Tutaj przeprowadził większość swoich prac doświadczalnych, w tym prace dotyczące fal elektromagnetycznych.
W 1900 został pierwszym rektorem nowo założonego Uniwersytetu w Birmingham. Położył duże zasługi dla jego rozwoju.

### Życie rodzinne
W 1877 ożenił się z Mary Fanny Alexander Marshall Newcastle-under-Lyme w 1877. Byli równolatkami i znali się już od dzieciństwa. Mieli dwanaścioro dzieci, sześciu synów i sześć córek, kolejno byli to: Oliver William Foster (1878–1955), Francis Brodie (1880–1967), Alec (1881–1938), Lionel (1883–1948), Noel (1885–1962), Violet (1888–1924), Raymond (1889–1915), Honor (1891–1979), Lorna (1892–1987), Norah (1894–1990), Barbara (1896–1983) oraz Rosalynde (1896–1983). Czterech z synów założyło przedsiębiorstwa wykorzystujące wynalazki ojca. Brodie i Alec założyli Lodge Plug Company, które produkowało świece zapłonowe do spalinowych silników samochodowych i lotniczych. Lionel i Noel założyli w 1913 fabrykę produkującą filtry elektrostatyczne do oczyszczania dymu pod nazwą Lodge Fume Deposit Company Limited.
Po odejściu na emeryturę Sir Oliver i Lady Lodge osiedlili się w 1920 w Normanton House niedaleko Stonehenge, tu w 1927 obchodzili złote gody, a dwa lata później Lady Lodge zmarła. Oliver Lodge zmarł 22 sierpnia 1940.

## Osiągnięcia naukowe

### Badania nad elektrycznością
Wczesne badania Lodge’a nad elektrycznością dotyczyły akumulatorów ołowiowych, przewodnictwa jonowego i fotoelektryczności. Odkrył możliwość zastosowania pola elektrostatycznego do oczyszczania powietrza z pyłów i dymów. Idea filtrów elektrostatycznych została zaprezentowana na wykładach w Montrealu w 1884. Synowie Lodge’a Lionel i Noel wraz z W.F. Newmanem dla ich produkcji założyli firmę Lodge Fume Deposit Co. Ltd., która po kilku zmianach nazwy jest aktywna do dziś.
Lodge rozpoczął prace nad wyładowaniami elektrycznymi w 1881 pod wpływem apeli Williama Preece’a, głównego inżyniera brytyjskiej poczty, dotyczących uszkodzeń urządzeń telegraficznych pod wpływem wyładowań atmosferycznych. Później Lodge zauważył, że opracowany w trakcie tych badań iskrownik nadaje się doskonale do inicjowania zapłonu w silnikach spalinowych. Wraz z synem Alecem w 1903 opatentował urządzenie zapłonowe, którego produkcja została podjęta przez firmę założoną przez Aleca i drugiego syna Lodge’a Brodiego. Produkcja układów zapłonowych (a w szczególności świec) przynosiła znaczące profity.

### Fale elektromagnetyczne
W trakcie swoich prac Lodge doszedł do koncepcji fal elektromagnetycznych, opracował metody ich wytwarzania i detekcji. Badania prowadził jednocześnie z Heinrichem Hertzem i niezależnie od niego, ale opublikował je o kilka miesięcy później. Wyniki swoich eksperymentów zademonstrował w czasie dwóch wykładów dla Royal Society of Arts w marcu 1888. Podkreślił też ważność zjawiska rezonansu dla przebiegu procesów elektromagnetycznych.

### Telegraf bez drutu
Po śmierci Hertza 1 stycznia 1894 Lodge został poproszony o wygłoszenie przed Royal Institution wykładu poświęconego jego pracom. W trakcie tego wykładu Lodge zademonstrował koherer użyty jako czuły odbiornik „fal Hertza”. Zainspirowało to znanego konstruktora sprzętu telegraficznego Alexandra Muirheada do zaproponowania wykorzystania fal do transmisji sygnałów telegraficznych. W trakcie następnego podobnego wykładu, przeprowadzonego w sierpniu 1894 w Oxfordzie dla British Association do odbiornika został podłączony telegraf Morse’a dostarczony przez Muirheada i Lodge zaprezentował bezprzewodową łączność nawiązaną pomiędzy salą wykładową a niedalekim laboratorium. Lodge jednak nie opatentował swojego rozwiązania, a później sam stwierdził, że początkowo nie był zainteresowany jego komercyjnym wykorzystaniem. Uważał, że jest nieopłacalne technicznie, a fale radiowe poruszają się prostoliniowo (podobnie jak światło), co uniemożliwi łączność na znaczące odległości.
W 1896 do Wielkiej Brytanii przyjechał Guglielmo Marconi. Uzyskał wsparcie Preece’a i poczty, a 2 czerwca 1896 wystąpił o patent na konstrukcję bardzo podobną do prezentowanej dwa lata wcześniej przez Lodge’a. Sam Lodge został tym zmotywowany i w 1897 uzyskał pięć patentów na różne aspekty radiotelegrafii, w tym kluczowy patent na użycie strojonych obwodów rezonansowych. Razem z Muirheadem i za jego namową założył w 1901 firmę Lodge-Muirhead Company. Jej produkty były na bardzo dobrym poziomie technicznym, ale inicjatywa okazała się spóźniona, gdyż Marconi już praktycznie zmonopolizował główne rynki zbytu. Około 1911 w większości krajów pojawiły się zdania, że główny radiowy patent Marconiego narusza patent Lodge’a dotyczący obwodów strojonych. Reakcją Marconiego było wykupienie patentów zagrażających jego pozycji.

## Nagrody

### Doktoraty honorowe
Doktoraty honorowe przyznało mu kilkanaście uczelni:

- Uniwersytet Oksfordzki,
- University of Cambridge,
- The University of Manchester,
- University of Liverpool,
- University of Sheffield,
- University of Leeds,
- University of Adelaide,
- University of Toronto,
- University of St Andrews,
- University of Glasgow,
- University of Aberdeen,
- Uniwersytet Edynburski,
- University of Birmingham.

### Inne wyróżnienia
W 1887 został członkiem Royal Society, w latach 1894–1894 zasiadał w jego prezydium, a w 1898 został przez nie odznaczony najwyższym wyróżnieniem Medalem Rumforda. W 1919 otrzymał od Royal Society of Arts Medal Alberta, a w 1932 Medal Faradaya od Institution of Electrical Engineers.
W 1902 otrzymał za swoje osiągnięcia tytuł szlachecki.